# Sofia Fränkl
Sofia Fränkl (Arad, ?) magyar–német származású grafikus, festőművész, rézmetsző.

## Életpályája
Temesváron, majd Bukarestben végezte a képzőművészeti akadémiát. 1991-ben családjával Németországban, Nürnbergben telepedett le, ahol 1996-ban saját galériát nyitott. 1998-tól a nürnbergi Albrecht Dürer Ház művésze. Itt a rézmetszetek technikáját mutatja be a múzeum látogatóinak, és saját kezűleg metszi a rézlemezeket. 

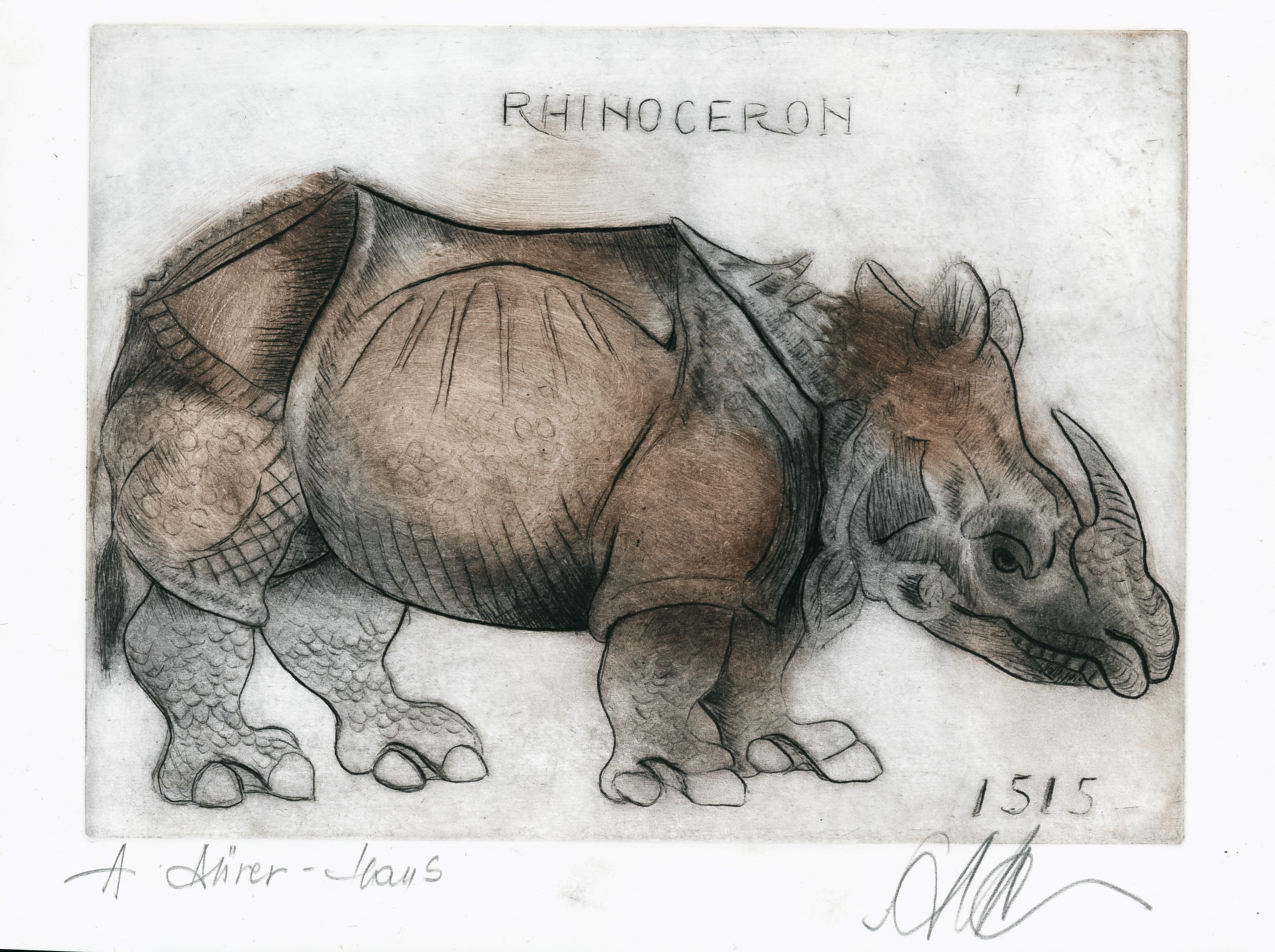
Rézmetszet Albrecht Dürer nyomán

## Kiállítások
- 1978: Kanagawa, Nagaszaki, Tokió
- 1980: Antwerpen, Barcelona
- 1982: Detroit, Toronto
- 1988, 1989: Román Akadémia, Rue de l’Exposition, Párizs
- 1988, 1989: Román Akadémia, Via Giulia, Róma
- 1998: Internationale Institut für Kultur, Köln
- Állandó kiállítás: Nürnberg, Albrecht Dürer Ház

Sokszorosítható grafikái rendkívül nagy feltűnést keltettek több grafikai kiállításon. 1976-ban és 1978-ban Krakkóban a Nemzetközi Biennálén kitüntetést kapott.